# Francisco Pastor Muntó
Francisco Pastor Muntó (Alcoy, Alicante, 18 de mayo de 1850-São Paulo o Río de Janeiro,Brasil, 10 de mayo de 1922), fue un grabador valenciano que retrató a diversos personajes de la vida política, intelectual y económica portuguesa de las últimas décadas del siglo XIX y de principios del siglo XX.

## Biografía
Nació en la calle de San Blas número 5 de Alcoy. Hijo de Juan Pastor Jordá y Mariana Muntó, ambos naturales de Alcoy. Era el mayor de tres hermanos, su hermano Juan desempeñó el cargo de juez municipal en Alcoy Su familia tenía un pequeño negocio de libritos de papel de fumar.
En 1872, con 22 años, se establece en Madrid y entra a formar parte del círculo de grabadores del renombrado semanario La Ilustración Española y Americana. En Madrid fue discípulo del grabador español José Severini.
En aquellos momentos España vive momentos de inestabilidad con el exilio de la reina reina Isabel II y la proclamación de la Primera República Española. En 1873 decide acompañar al grabador José Severini a Lisboa, donde éste buscaba un ambiente más estable. Se establece en la capital portuguesa con Severini y en el mismo año Francisco Pastor abre un taller propio de grabado dirigido a la producción de matrices para la prensa periódica situado en la Rua do Ouro número 210.
En este taller comenzó la creación de un banco de imágenes con sus grabados, que ponía a disposición de la prensa portuguesa, hecho que le permitía una gran inmediatez a la hora de ilustrar todo tipo de notícias. Francisco Pastor tenía, en este sentido, una visíón diferente y más actual que la de su mentor Severini, con una perspectiva más artística y menos sistematizada del grabado.
Realizó una destacada aportación a la modernización de la prensa portuguesa de la época gracias a sus grabados e ilustraciones, contribuyendo a su equiparación a la prensa europea. Trabajó y colaboró en numerosas publicaciones portuguesas, en periódicos como el Diário Illustrado o el Correio da Europa y en revistas como O Occidente, A Illustração Universal, A Ilustração Portugueza, Brasil-Portugal, O Bombeiro Portuguez, etc. Publica grabados también en distintas publicaciones brasileñas como la Semana Illustrada, el Jornal Illustrado o Tagarela.
De toda su obra en la prensa portuguesa tal vez su colaboración más importante fue la del Diário Illustrado, pero también ejerció de director artístico del Correio da Europa y editó las publicaciones Almanach Illustrado y la revista brasileña Semana Illustrada. Posteriormente adquiriría el periódico Correio da Europa después del fallecimiento de su propietario Pedro Correia, que le había invitado a colaborar con sus ilustraciones en 1878. Ilustró también una traducción al portugués de Don Quijote de la Mancha (D. Quichote da Mancha) de José Carcomo.
Con los años se convirtió en un miembro destacado del mundo cultural portugués. Fue distinguido con la Comenda de Cristo por parte de Portugal y con la Encomienda de Isabel la Católica, que le otorgó su país natal.
En 1913 realiza su primer viaje a Brasil y se da cuenta del gran potencial que posee el país. Desde entonces decide realizar largas estancias en Brasil, enviando crónicas periodísticas para la prensa portuguesa de Lisboa o colaborando en diversas publicaciones brasileñas con sus grabados.
A inícios de 1922 viaja desde Lisboa de nuevo a Brasil en misión de propaganda del Correio da Europa, que entonces era ya de su propiedad, falleciendo poco tiempo después en São Paulo o Río de Janeiro el 10 de mayo de 1922.